# Doigts de Fatma
Le doigt de Fatma est une spécialité culinaire tunisienne usuellement servie en entrée et particulièrement populaire durant le mois de ramadan.

## Étymologie
Il s'agit de feuilles de brik (malsouka) garnies et frites dans une forme rectangulaire, d'où le nom de « doigt ». La légende veut que « Fatma » soit une référence à Fatima Zahra, la fille du prophète de l'islam, Mahomet.

## Ingrédients
La garniture des doigts de Fatma peut changer en fonction des recettes. Généralement, il s'agit d'œufs durs émiétés, d'oignons, de viande de poulet et d'épices (tabil, curcuma, sel et poivre) sautés à l'huile d'olive. Il existe également des versions au thon émiété, aux crevettes, à la purée de pommes de terre au persil et parfois au fromage.

## Met similaire
Ils ressemblent aux nems vietnamiens qui ont pour leur part une pâte réalisée à base de riz, tandis que celle des doigts de Fatma est à base de semoule et de farine de blé et leurs garnitures sont différentes.